# Keith Ortego
Keith Ortego (Eunice, 30 de agosto de 1963 – 2 de março de 2022) foi um jogador profissional de futebol americano estadunidense.

## Carreira
Keith Ortego foi campeão da temporada de 1985 da National Football League jogando pelo Chicago Bears.